# Gloria Melgar Sáez
Gloria Melgar Sáez (Madrid, 18 de desembre de 1859 - Sant Just Desvern, 30 d'abril de 1938) va ser una compositora i pintora espanyola, que també va col·laborar en les activitats periodístiques empreses per la seva mare, l'escriptora Faustina Sáez de Melgar.

## Biografia
Gloria Melgar Sáez va néixer en el si d'una família de classe mitjana madrilenya, formada per l'escriptora Faustina Sáez de Melgar i Valentín Melgar Chicharro. La seva vida, educació i activitats van estar condicionades per l'avançada mentalitat de la seva mare i les seves múltiples activitats en el camp de la literatura, el periodisme i la pedagogia, alguna cosa que, sens dubte, va afavorir la seva acurada educació i la seva primerenca orientació cap a l'educació musical. Es té constància del seu aprenentatge musical, almenys des de 1869, data en la qual acudia a les classes de piano, situació que probablement es mantindria fins a principis de 1871 data en la qual va cessar l'activitat d'aquest centre educatiu. En 1875, Gloria va assistir també a les classes del Conservatori de Música de Madrid on cursava el que es denominava estudis d'aplicació que incloïen les assignatures de solfeig, cant i piano; rebent a més classes particulars, almenys de dibuix, francès i equitació.
Realitzava la seva activitat musical al mateix temps que ocupava el càrrec de Bibliotecària i Tresorera interina de la Societat d'Amics de les Lletres de Madrid, dins de la seva 2a Secció dedicada al Foment de les Bones Lectures presidida per la Comtessa de Carlet. Al juny de 1879, poc abans de traslladar-se a viure a París, va presentar la seva dimissió del càrrec. Aquesta activitat pot enquadrar-se dins de les quals s'han vingut a denominar com a treballs caritatius que amb freqüència van exercir les dones durant segle xix, abans de la seva veritable incorporació a l'acompliment d'activitats laborals plenes.

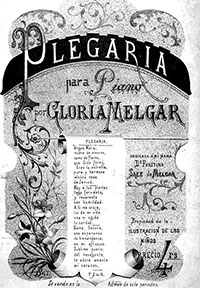
Composició Musical de Gloria Melgar, publicada en la revista la Il·lustració de nens

A l'octubre de 1880 trasllada la seva residència a París, en companyia de la seva mare i la seva germana Virginia; residint a la capital francesa fins a 1887 data en la qual va tornar a Espanya, instal·lant-se novament a Madrid, al costat de la seva mare. Un dels motius amb els quals la seva mare va justificar aquest viatge a la capital era que Gloria pogués avançar en formació musical amb la intenció que desenvolupés professionalment una carrera musical; per això i atès que a Espanya no havia pogut fer-ho en estar-li vedats a la dona els estudis musicals superiors la seva opció va ser intentar fer-ho a la capital francesa; no obstant això, els seus desitjos no es van complir, ja que igual que a Espanya a França la dona tampoc tenia accés als estudis superiors de Música; de manera que encara que va assistir a classes en el Conservatori de Música i Declamació de París per perfeccionar la seva tècnica com a pianista i va continuar realitzant composicions musicals; va optar per aprendre un nou art; en aquest cas la pintura; començant a rebre classes de pintura sobre porcellana en un intent d'ampliar les seves possibilitats professionals afegint el domini d'aquesta nova disciplina a les seves activitats artístiques.
Gloria continuava, com ja era habitual, ajudant a la seva mare en les seves diferents activitats, bàsicament en les periodístiques col·laborant amb ella en l'edició de les diferents revistes que va publicar i/o va dirigir durant la seva estada a França especialitzant-se en la secció de moda; activitat que va seguir desenvolupant amb continuïtat després del seu retorn a Espanya i fins a la seva defunció de la seva mare al març de 1895.
A partir d'aquest moment Gloria va haver de traslladar-se a viure a Villamanrique de Tajo on residia el seu pare qui, després del seu retorn de colònies i una vegada jubilat, s'havia instal·lat a la casa familiar de la seva esposa; aquesta circumstància i atès que ell no havia estat mai partidari que la seva filla es dediqués professionalment a les seves activitats artístiques, aquestes es van veure granment afectades podent dir-se que pràcticament van cessar. El seu pare va morir el gener de 1899, Gloria va continuar vivint al poble i passant també temporades amb la seva germana, Virginia, i la seva família; durant la Guerra civil i donades les difícils circumstàncies que es vivien a Madrid, ambdues es van traslladar a Sant Just Desvern on van viure uns mesos; allí es va produir la defunció de Glòria el 30 d'abril de 1938; les seves restes van ser traslladades posteriorment al cementiri de Villamanrique de Tajo on actualment roman enterrada al costat de la resta de la seva família.

## Activitats Musicals
Amb 18 anys recentment complerts, el gener de 1878, Gloria es va inscriure com a membre de l'Associació General d'Escriptors i Artistes, quedant inclosa en ella amb el nombre de soci 744, deixant clar que les seves intencions eren exercir com a tal. L'abril del 1879 el periòdic madrileny La Ilustración de los Niños va publicar la que sembla la seva primera composició musical una peça per a cant amb acompanyament de piano en la qual posava música a un poema de la seva mare, del que prenia el seu títol: Plegaria, aquesta obra va ser inclosa va ser inclosa per la seva mare en el seu llibre pedagògic: La semana de los niños publicat en 1882 per l'editorial catalana dels Germans Bastinos en 1882. La seva segona peça data de 1880, en ella treballa novament sobre el poema de la seva mare titulat Salvi, al que posa música per ser acompanyat amb òrgan o piano i que apareix publicat sota el títol de: Salve con acompañamiento para órgano y piano  i que serà inclosa en altres dues obres educatives de la seva mare:  Páginas para la niñas en 1881 i  Flores del Alma de 1889; Pedro Arno, autor de llibres pedagògics, la va incloure també en la seva obra Cantos Escolares publicada en 1897.
Una vegada a París, Gloria, va acudir al Conservatori de Música i Declamació a cursar estudis de Música i al no poder optar pels estudis superiors van haver de consistir a perfeccionar la seva tècnica com a pianista dedicació que va veure recompensada amb un primer premi en la categoria de piano.
En 1881 apareix una nova obra musical, en aquest cas una romanza per a cant amb acompanyament al piano titulada: A la vall, aquesta peça va ser publicada en el número 12 de l'Any VIII corresponent a la II Època de la revista La Violeta, datat el 19 de desembre de 1884, que publicava la seva mare a París com a regal per als seus lectors. Durant l'any 1893 la revista que dirigia la seva mare a Madrid, titulada La Canastilla de la Infancia va lliurar, també com a regal a les lectores diverses peces de Gloria: En el Valle lliurada amb el nombre publicat el 19 de març; la Salve va ser lliurada amb el nombre del 30 d'abril; l'11 de juny es va regalar Plegaria; Rigodón es va lliurar amb el nombre del 2 de juliol i, finalment el 24 de setembre va ser lliurada una altra obra de la seva autoria sota el títol de Melodia.

## Activitat pictòrica
Possiblement influenciada per auge que l'educació artística de la dona havia adquirit a França des de mitjan segle xix i el moviment anglès Arts and Crafts fundat per William Morris, així com l'increment que a poc a poc anava tenint la presència femenina en la creació d'objectes d'art; Gloria va haver de pensar que era un camp en el qual podria obrir-se camí en cas de fracassar la seva activitat musical; decantant-se per l'aprenentatge de la pintura sobre porcellana; per a això va acudir al taller de l'especialista francesa Blanche Pierron aprenent la tècnica i començant aviat a treballar com a pintora de porcellana.
En 1884 va participar en l'exposició que va organitzar a Madrid l'Associació d'Escriptors i Artistes i que es va realitzar en les recentment construïdes Escoles Aguirre que van ser cedides pels seus propietaris per a la realització d'aquest esdeveniment, la inauguració del qual va tenir lloc el 30 de novembre de 1884 pels Reis d'Espanya i les Infantes Sra. Isabel i Sra. Eulalia, Gloria va participar en aquesta exposició amb dues obres, sent una d'elles el Retrat de la Infanta María Paz de Borbó, rebent per aquesta participació un Esment Honorífic. En 1887 va participar en l'Exposició Nacional de Pintura amb tres obres: Algeriana rica amb vestit del país ; Ramilletera, Luis XV i el retrat de l'Excm. Sr. D.R.Z., va participar també en la Nacional de 1890, en aquesta ocasió amb una sola obra: Retrat del Sr. Sagasta.
En 1893 va participar en l'Exposició Universal de Chicago, en la qual la conribución femenina va tenir una significació especial, ella va enviar cinc obres: Retrat del Exmo. Sr. D. Praxedes Mateo Sagasta, Retrat de senyora, Ramilletera, Luis XV, Maca i Algeriana rica; com a reconeixement al seu treball li va ser concedit un Diploma per la seva qualitat tècnica i compositiva.
A més d'aquestes obres que sabem va presentar a certàmens i exposicions, la seva família conserva unes altres de les seves obres, unes estan datades i unes altres no; de 1884 són: Retrat de Valentín Melgar, Paisatge nocturn, riu, Nena en ocres seguint a Greuze i Fleurs de printems còpia d'un quadre del pintor francès M. Chapin; de 1885: Retrat de Faustina Sáez de Melgar; en 1887 estan datades: Maca en el jardí i Bois de Bouglogne. Li soir; de 1892: un plat de porcellana que reprodueix una escena de pintura galant que podem descriure com una parella a la vora de l'aigua.